# Stumble Guys
Stumble Guys è un videogioco battle royale sviluppato dallo studio finlandese Kitka Games e pubblicato il 24 settembre 2020 dallo stesso studio. Alcuni giorni dopo la pubblicazione il gioco è stato accusato di essere una copia di Fall Guys: Ultimate Knockout, pubblicato il 4 agosto 2020. Dal 23 gennaio 2024 il gioco è disponibile anche per Xbox. Dal 14 maggio 2024 il gioco è disponibile anche per PlayStation. Dal 20 agosto 2024 il gioco è disponibile per Nintendo Switch. Ufficialmente, dal 2023 il gioco venne acquistato dall'azienda americana Scopely.

## Modalità di gioco
32 giocatori connessi tra di loro on-line competono tra di loro in stile battle royale. I giocatori, che possono avere aspetti diversi, si muovono in una dimensione tridimensionale con la possibilità di camminare e di saltare: esiste anche la possibilità di effettuare un doppio salto premendo due volte il tasto del salto, e anche quella di ostacolare gli altri giocatori in vari modi.
Il gioco prevede 3 round: l'obiettivo è quello di qualificarsi per i round successivi completando i minigiochi scelti casualmente dal gioco.
I minigiochi, chiamati mappe all'interno del gioco, hanno obiettivi diversi. Dai 32 giocatori iniziali al secondo round si passa a 16, per poi rimanere in 8 in finale. Tra questi 8 giocatori il vincitore viene premiato con la corona.

## Funzionamento
Esistono due valute di gioco, i "Gettoni Stumble" e le "Gemme", tramite le quali si possono acquistare oggetti cosmetici. I Gettoni si possono ottenere dai doppioni, ovvero ricevendo oggetti cosmetici già posseduti. Entrambe le valute, invece, possono essere acquistate tramite offerte del negozio o ottenute come ricompense. Durante le collaborazioni o durante eventi particolari vengono inserite in gioco altre valute temporanee, che non vanno però a sostituire le due originarie.
Il pass stagionale permette di riscattare ricompense: alcune a pagamento (Gemme), mentre altre gratuitamente. Comprende 30 soglie a pagamento che possono essere sbloccate una per volta giocando o in alternativa è possibile sbloccarle tutte pagando 1200 gemme.
Si possono effettuare partite pubbliche, incontrando giocatori di tutto il mondo misti a personaggi controllati dal computer (chiamati bot), tornei (pagando, come ad esempio 10-20 gemme), in cui si possono ottenere diversi premi, partite personalizzate (in cui si possono scegliere le mappe, il numero dei round, il numero massimo di giocatori e invitare i propri amici, la possibilità di rimuovere le emote speciali), eventi, ovvero particolari partite pubbliche in cui si possono ottenere altri premi oltre alla classica corona. Inoltre, esiste lo "Stumble Workshop", ovvero la creativa, con cui i giocatori possono creare le mappe che vogliono, posizionando ostacoli, pavimenti e molti altri oggetti.
All'interno del gioco ci sono le missioni: compiendo determinate azioni, ad esempio "Gioca 3 partite" si possono ottenere delle ricompense utilizzabili nel gioco.
Le skin, ovvero i personaggi con cui l'utente gioca la partita, sono suddivise in 7 rarità (ognuna con un colore specifico). Partendo dalla rarità più bassa, esse sono: comuni (precedentemente chiamate normali, marroncino), non comuni (verde), rare (blu), epiche (viola), leggendarie (giallo), mitiche (azzurro) e speciali (rosso). Nel menù "Personalizza" si possono applicare il colore della pelle della skin, le emote speciali (massimo 4, garantiscono abilià in più a chi le usa), le scie dei passi e le animazioni di vittoria.
Esiste la sezione "amici": gli utenti registrati in questa sezione (massimo 300) possono essere invitati nei gruppi premendo il tasto "invita". Nel caso si capita in partita con un amico il suo nome utente viene visualizzato in verde.

## Mappe del gioco
Tutte le mappe del gioco possono essere giocate in qualsiasi dei tre round, ad eccezione delle mappe a squadra che possono capitare solo al secondo round e quelle di sfida che si possono giocare solo nelle partite personalizzate o negli eventi appositi. Il gioco conta 79 mappe, suddivise in mappe di corsa (bisogna arrivare al traguardo finale), mappe a eliminazione (schivare degli ostacoli per non essere eliminati), a squadre (collaborare con altri giocatori per raggiungere un certo obiettivo), di raccolta (raccogliere più oggetti possibile all'interno della mappa) e di sfida (mappe ispirate al gioco Only Up in cui bisogna sempre salire fino al traguardo arrivandoci nel minor tempo possibile).

## Content creators
I content creators, i creatori di contenuti, sono dei particolari utenti del gioco che hanno una serie di vantaggi, come per esempio poter provare gli aggiornamenti in anteprima, ricevere gemme, gettoni, skin da poter regalare... Per essere un content creator bisogna avere almeno 3000 iscritti sulla propria piattaforma social e caricarci video sul gioco, e avere almeno 18 anni. I content creators del gioco sono classificati in 3 categorie: i pro, con il nome blu, i boss, con il nome arancione, e infine i goat, con il nome azzurro, la miglior categoria perché ha più vantaggi delle altre. Ogni utente può supportare un content creator inserendo il codice creatore nell'apposita sezione.

## Aggiornamenti
Ogni aggiornamento è dato in anteprima ai content creators, in seguito viene dato in anteprima a tutti prima essere definitivamente pubblicato nel gioco. Il gioco si trova attualmente alla versione 0.90.

## Collaborazioni
Nel corso della sua storia il gioco ha collaborato con diversi marchi famosi, introducendo in gioco nuove skin, mappe ed eventi. Le collaborazioni nella storia del gioco sono quelle con Rabbids, Hot Wheels, NFL, Barbie, MrBeast, Monopoly, MrBeast di nuovo, SpongeBob, Tetris, Ford e per la terza volta MrBeast. Seguono poi la collaborazione con Pac-Man e una nuova collaborazione con MrBeast, poi quelle con Masters of the Universe, Ghostbusters, Dungeons & Dragons, Tartarughe Ninja e Looney Tunes. Ognuna di queste collaborazioni ha portato nuove mappe e skin all'interno del gioco.